# 亞當·史密斯 (政治家)
大衛·亞當·史密斯（英語：David Adam Smith；1965年6月15日—）是美国的一位政治人物。自1997年開始，他是华盛顿州第9選舉區選出的聯邦眾議員。他的黨籍是民主黨。史密斯出生在華盛頓特區。